# Turfan
Turfan (chiń. 吐魯番; pinyin Tǔlǔfán; ujgurski: تۇرپان, Turpan) – miasto na prawach prefektury w północno-zachodnich Chinach, w regionie autonomicznym Sinciang, w Kotlinie Turfańskiej. Ośrodek uprawy winorośli.
12 kwietnia 2015 roku Turfan został podniesiony do rangi miasta na prawach prefektury i powiększony o terytorium prefektury Turfan.

## Historia
W pobliżu dzisiejszego Turfanu – w Gaochang – leżała w średniowieczu stolica Ujgurów. Było to też znaczące miejsce na Jedwabnym Szlaku i ośrodek buddyjski.

## Zabytki oraz interesujące miejsca
- Minaret Emina – wybudowany w latach 1777–1778
- Jiaohe – ruiny starochińskiego miasta
- Putao Gou (Dolina Winorośli)

## Transport
Miasto leży przy linii kolejowej z Lanzhou do Urumczi. Do odległej o 50 km stacji kolejowej „Turfan”, położonej w miejscowości Daheyan, docierają także pociągi zmierzające na południowy zachód do Kaszgaru oraz na wschód do Pekinu. Z samego Turfanu odjeżdżają także liczne autobusy do Urumczi i Hami. Istnieją także bezpośrednie połączenia autobusowe z Kuqa, Kaszgarem i Hotenem.
Miasto obsługiwane jest także przez port lotniczy Turpan Jiahoe.

## Podział administracyjny
Prefektura miejska Turfan podzielona jest na:
- dzielnicę: Gaochang,
- 2 powiaty: Shanshan, Toksun.